# Il viaggio a Niklashausen
Il viaggio a Niklashausen (Die Niklashauser Fart) è un film per la televisione del 1970 diretto da Rainer Werner Fassbinder.